# Motonobu Ōde
Motonobu Ōde bzw. Motonobu Ohde (jap. 大出 元信, Ōde Motonobu; * November 1953; † 11. Juli 2008) war ein japanischer Fusion- und Jazzmusiker (Gitarre).
Motonobu Ohde spielte ab den 1970er-Jahren u. a. mit Maki Asakawa (LP 寂しい日々, 1975), Ryōjirō Furusawa und ab Ende des Jahrzehnts mit Hiroshi Murakami, Tamio Kawabata, Takehiro Honda und Kohsuke Mine in der Fusion-Formation Native Son, mit der er bis 1986 insgesamt zehn Alben vorlegte. Der Diskograf Tom Lord listet im Bereich des Jazz/Fusion seine Beteiligung zwischen 1978 und 1987 bei 12 Aufnahmesessions, zuletzt mit Takehiro Honda (Aguncha).